# Kalpak
Kalpak (Calpack, Calpac, Kalpac ili Qalpaq) (od turskog: kalpak [kaɫpak]; kazački: қалпақ, bugarski i srpski: калпак, kirgiški: калпак) - vrsta kape.
Visoka je i ima stožast oblik. Obično se izrađuje od kože ovaca. Dio je tradicionalne muške nošnje u zemljama kao što su: Bugarska, Srbija, Turska, Iran, zemlje Srednje Azije i Kavkaza.
Riječ "kalpak" sastavni je dio etnonima turkijske skupine : "Karakalpak" (doslovno "crni kalpak").
Kalpak je i kapa alkara na Sinjskoj alki.